# Дебе, Огюст Иасент
Огюст Иасент Дебе (русс. устар. Огюст-Гиацинт Дебэ; фр. Auguste-Hyacinthe Debay; 2 апреля 1804, Нант — 24 марта 1865, Париж) — французский художник и скульптор.

## Биография
Уроженец Нанта. Сын скульптора Жана-Батиста Жозефа Дебе-старшего (1779—1863), выходца из бельгийского Мехелена, перебравшегося во Францию. Брат художника и скульптора Жана-Батиста Жозефа Дебе-младшего (1802—1862).
Сперва учился живописи, видимо, у своего отца, поскольку уже в 1817 году впервые отправил на Парижский салон портреты своей работы, и лишь затем поступил в Высшую школу изящных искусств в Париже, где был студентом в мастерской Антуана-Жана Гро. 
В 1823 году Огюст Иасент получил Римскую премию в области живописи, за картину «Эгисф обнаруживает тело Клитемнестры, полагая, что перед ним Орест», однако отправился ли после этого в Рим — неизвестно. Зато известно, что, уже состоявшись в качестве художника, Огюст Иасент заинтересовался скульптурой и начал учиться ремеслу скульптора у своего отца. 
В дальнейшем, в качестве скульптора Огюст Иасент Дебе выполнил не менее двух скульптур для фасадов Лувра и величественный горельеф «Воскрешение Христово» для фронтона церкви Сент-Этьен-дю-Мон в Париже, а также помогал брату в украшении бронзовой пластикой фонтанов на парижской площади Согласия. 
Живописные работы Огюста Иасента Дебе сегодня можно увидеть в Версале, музее изящных искусств Нанта и в замке герцогов Бретонских (Историческом музее) в том же городе. Картины Дебе хранятся также в коллекциях музеев США: музея изящных искусств Бостона и Метрополитен-музея в Нью-Йорке (либо, речь идёт об одной и той же картине). 
Картина «Эгисф обнаруживает тело Клитемнестры, полагая, что перед ним Орест», за которую Дебе получил в 1823 году Римскую премию, хранится в коллекции Высшей школы изящных искусств.

## Галерея

### Картины

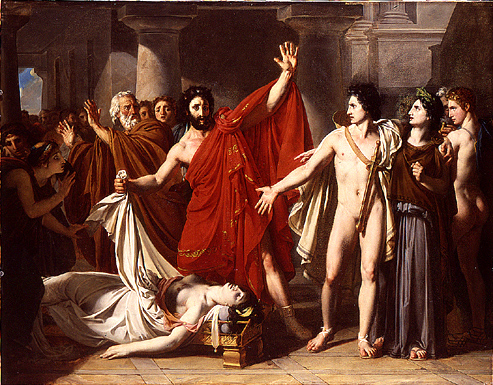
Эгисф обнаруживает тело Клитемнестры, полагая, что перед ним Орест (1823), Париж, Высшая школа изящных искусств.
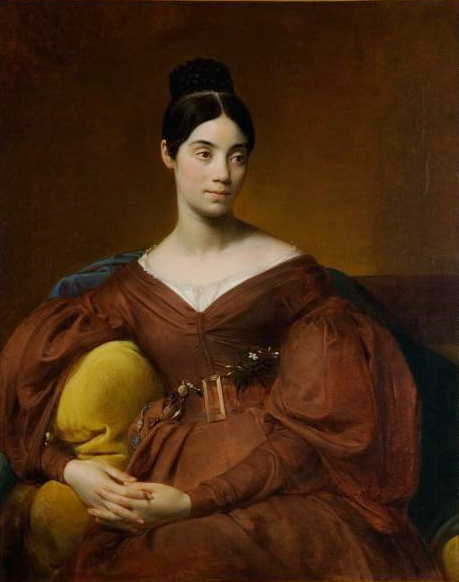
Мадам Фелис Crucy, Музей изящных искусств (Нант).
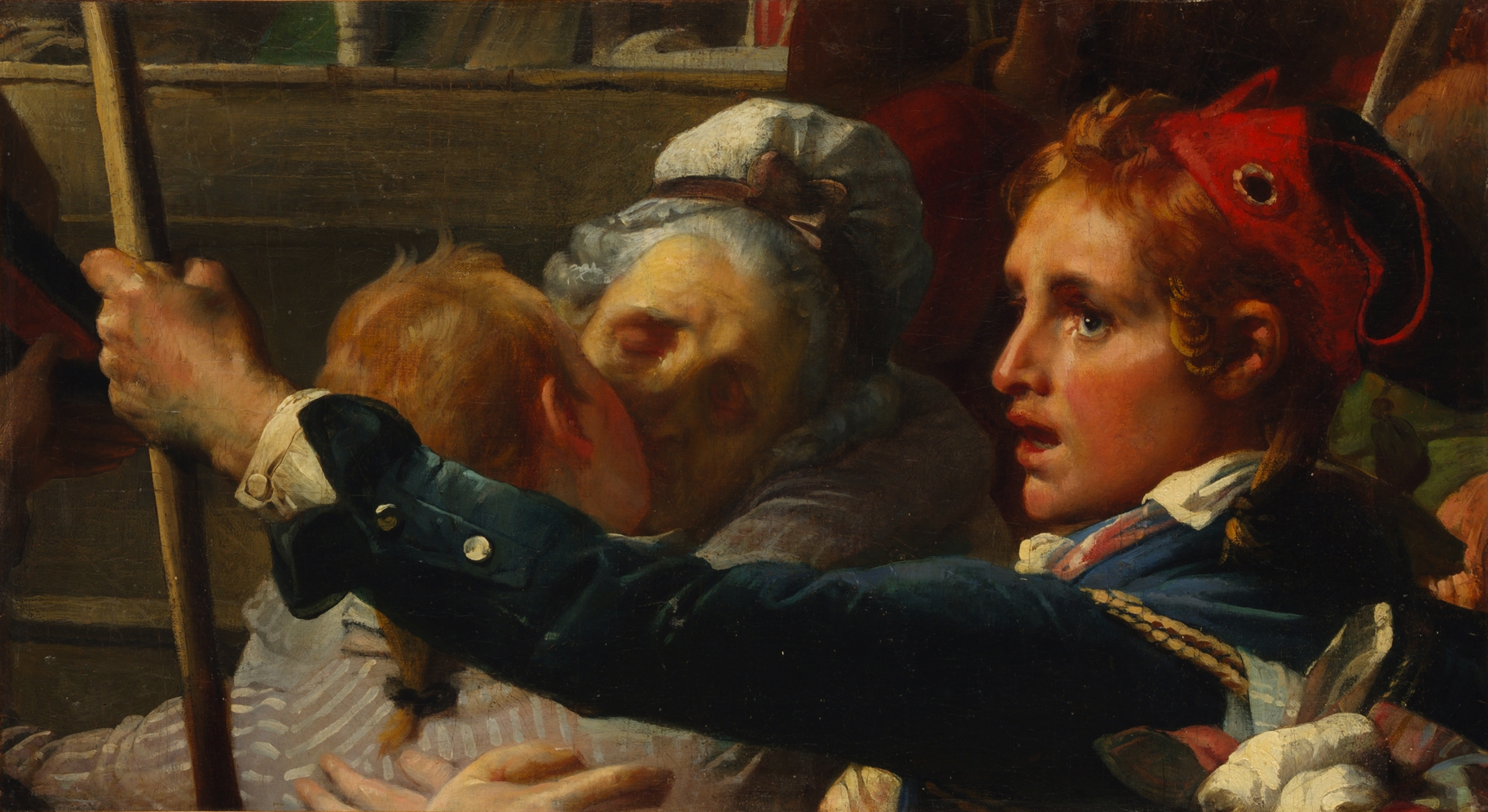
Отечество в опасности (1832), Метрополитен-музей, Нью-Йорк.
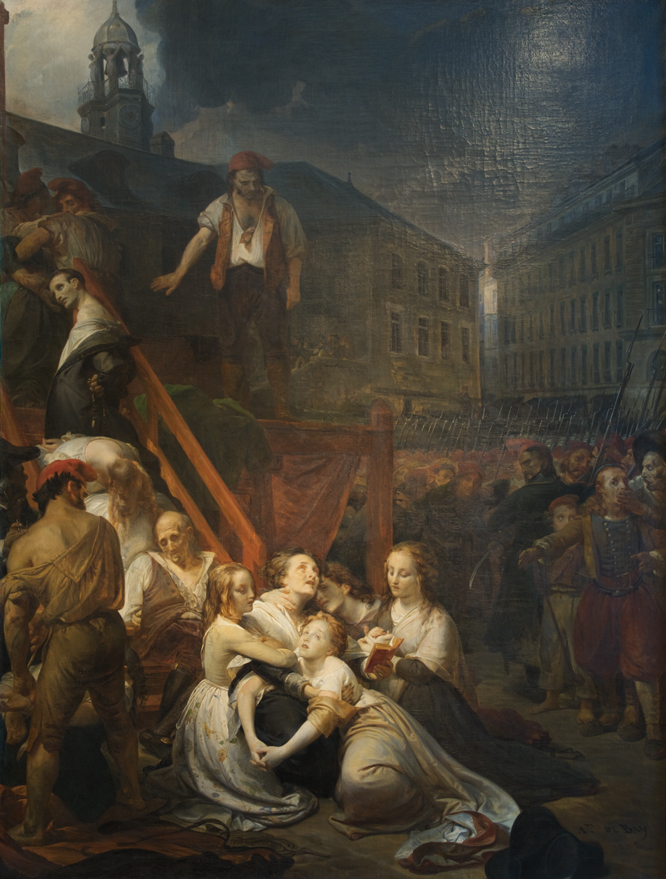
Казнь республиканцами сестёр-роялисток в Нанте в 1793 году (1838), Замок герцогов Бретонских (Исторический музей), Нант.

### Скульптуры

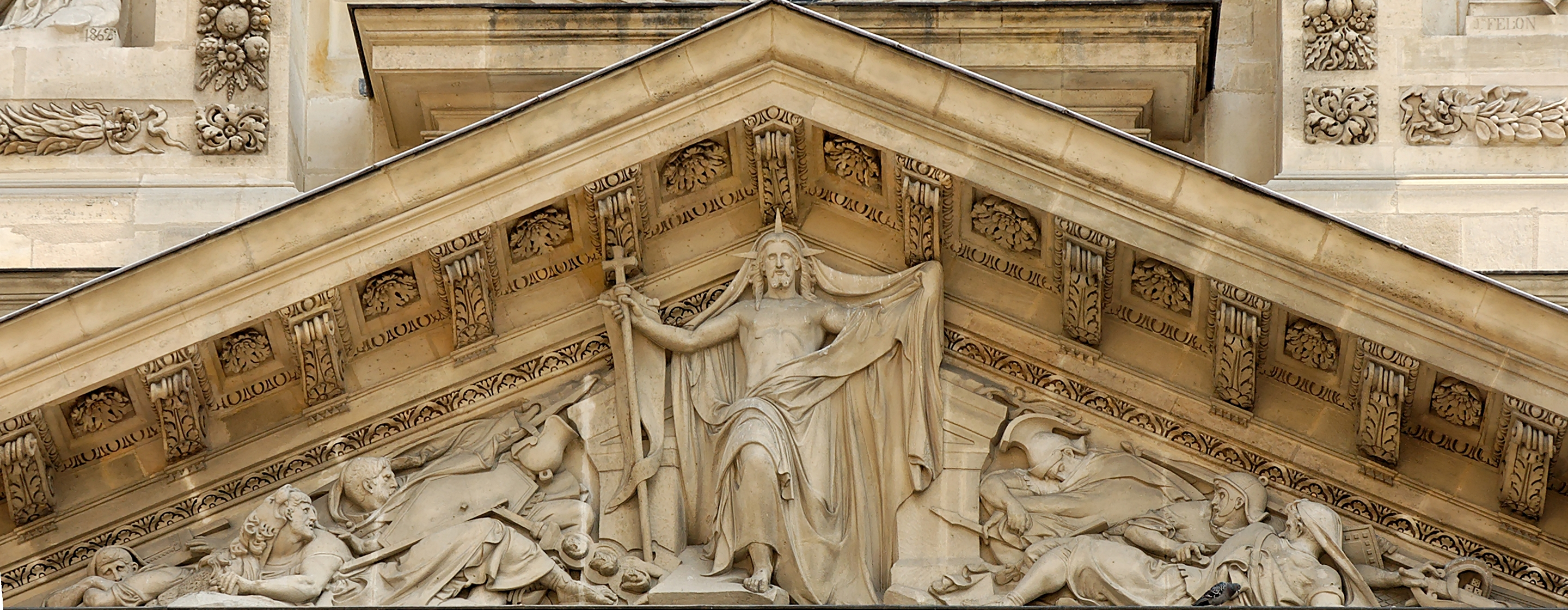
Горельеф «Воскрешение Христово», Париж, фронтон церкви Сент-Этьен-дю-Мон.
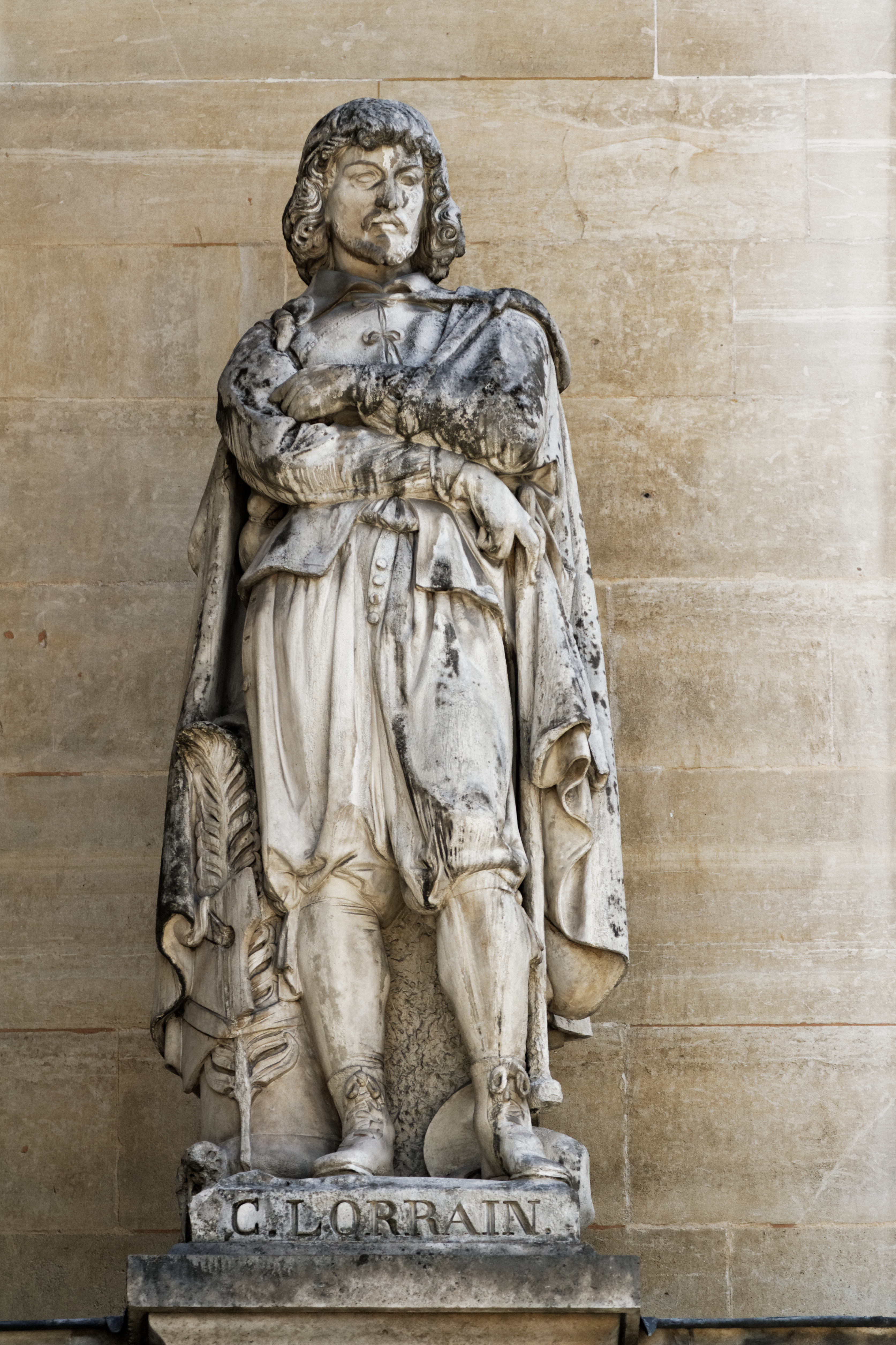
Статуя Клода Лоррена, Париж, Лувр.
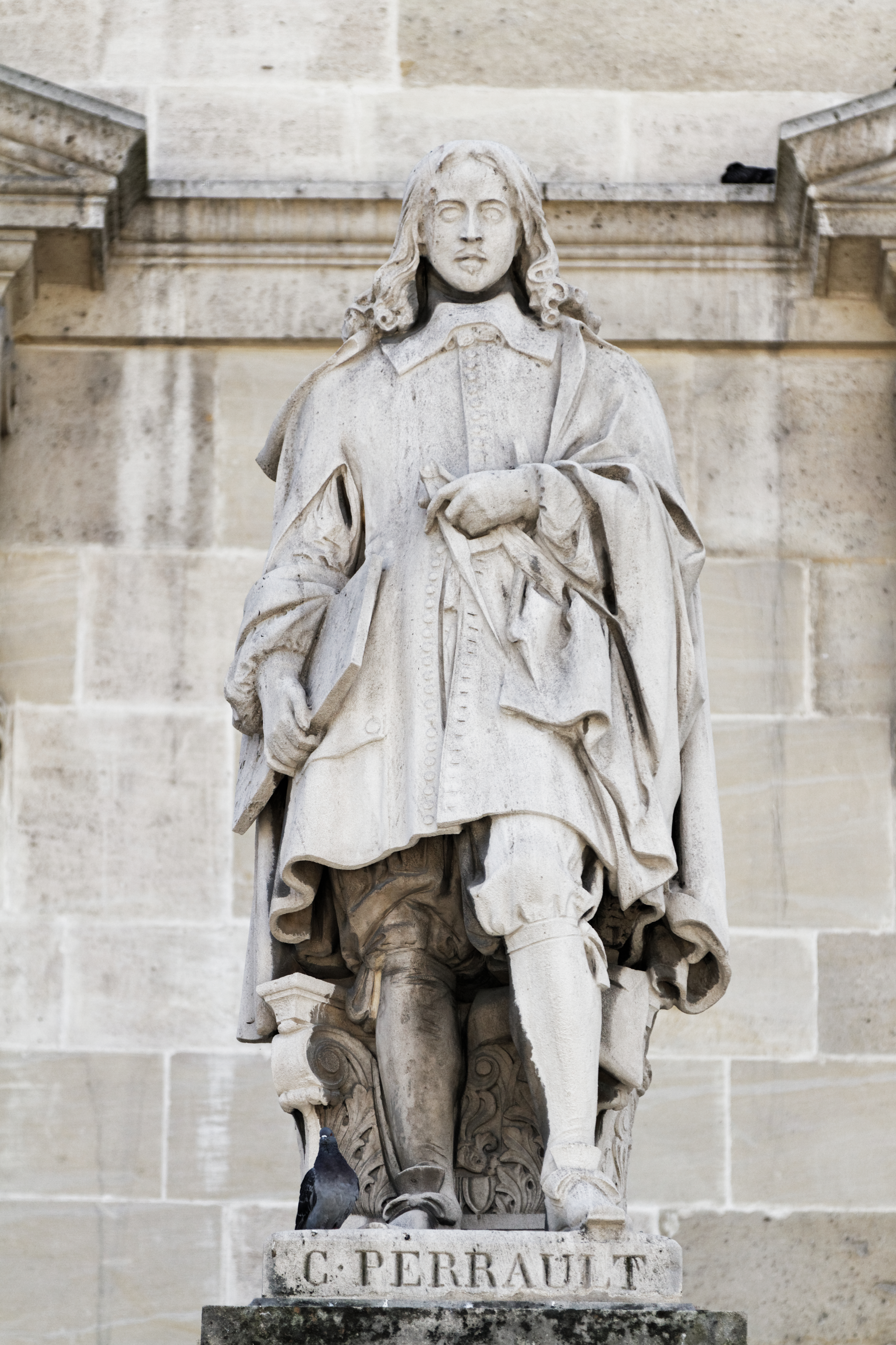
Статуя Клода Перро (1857), Париж, Лувр.